# Interzonenturnier Leningrad 1973
Das Interzonenturnier Leningrad 1973 wurde im Juni 1973 als Rundenturnier mit 18 Teilnehmern in Leningrad ausgetragen. Es wurde vom Weltschachbund FIDE organisiert und sollte drei weitere Teilnehmer der Kandidatenwettkämpfe zur Schachweltmeisterschaft 1975 ermitteln. Hauptschiedsrichter war Alexander Kotow (Sowjetunion), unterstützt von Walter Kühnle-Woods aus der Schweiz. 

## Abschlusstabelle
|    | Teilnehmer         | 01 | 02 | 03 | 04 | 05 | 06 | 07 | 08 | 09 | 10 | 11 | 12 | 13 | 14 | 15 | 16 | 17 | 18 | Punkte |
| -- | ------------------ | -- | -- | -- | -- | -- | -- | -- | -- | -- | -- | -- | -- | -- | -- | -- | -- | -- | -- | ------ |
| 01 | Viktor Kortschnoi  |    | ½  | 1  | ½  | 1  | 1  | ½  | 1  | ½  | 1  | 1  | 1  | ½  | 1  | 0  | 1  | 1  | 1  | 13½    |
| 02 | Anatoli Karpow     | ½  |    | ½  | 1  | ½  | ½  | 1  | ½  | 1  | ½  | 1  | ½  | 1  | 1  | 1  | 1  | 1  | 1  | 13½    |
| 03 | Robert Byrne       | 0  | ½  |    | ½  | ½  | 1  | ½  | ½  | ½  | 1  | 1  | 1  | ½  | 1  | 1  | 1  | 1  | 1  | 12½    |
| 04 | Jan Smejkal        | ½  | 0  | ½  |    | 0  | 0  | ½  | ½  | 1  | 1  | 0  | 1  | 1  | 1  | 1  | 1  | 1  | 1  | 11     |
| 05 | Robert Hübner      | 0  | ½  | ½  | 1  |    | 0  | ½  | 1  | 1  | ½  | ½  | 1  | ½  | 1  | ½  | ½  | 0  | 1  | 10     |
| 06 | Bent Larsen        | 0  | ½  | 0  | 1  | 1  |    | 1  | 0  | 0  | ½  | 0  | 1  | 1  | ½  | 1  | ½  | 1  | 1  | 10     |
| 07 | Hennadij Kusmin    | ½  | 0  | ½  | ½  | ½  | 0  |    | 1  | 0  | ½  | ½  | ½  | 1  | ½  | 1  | 1  | 1  | ½  | 9½     |
| 08 | Michail Tal        | 0  | ½  | ½  | ½  | 0  | 1  | 0  |    | 1  | ½  | 1  | 1  | ½  | 0  | 0  | 1  | 0  | 1  | 8½     |
| 09 | Svetozar Gligorić  | ½  | 0  | ½  | 0  | 0  | 1  | 1  | 0  |    | ½  | ½  | ½  | ½  | 1  | ½  | 0  | 1  | 1  | 8½     |
| 10 | Mark Taimanow      | 0  | ½  | 0  | 0  | ½  | ½  | ½  | ½  | ½  |    | ½  | 1  | ½  | ½  | 1  | ½  | 1  | ½  | 8½     |
| 11 | Miguel Quinteros   | 0  | 0  | 0  | 1  | ½  | 1  | ½  | 0  | ½  | ½  |    | 0  | 0  | ½  | ½  | 1  | ½  | 1  | 7½     |
| 12 | Iwan Radulow       | 0  | ½  | 0  | 0  | 0  | 0  | ½  | 0  | ½  | 0  | 1  |    | 1  | 1  | ½  | ½  | 1  | 1  | 7½     |
| 13 | Wolfgang Uhlmann   | ½  | 0  | ½  | 0  | ½  | 0  | 0  | ½  | ½  | ½  | 1  | 0  |    | ½  | ½  | ½  | ½  | 1  | 7      |
| 14 | Eugenio Torre      | 0  | 0  | 0  | 0  | 0  | ½  | ½  | 1  | 0  | ½  | ½  | 0  | ½  |    | ½  | 1  | 1  | 1  | 7      |
| 15 | Josip Rukavina     | 1  | 0  | 0  | 0  | ½  | 0  | 0  | 1  | ½  | 0  | ½  | ½  | ½  | ½  |    | 0  | 1  | ½  | 6½     |
| 16 | Wolodymyr Tukmakow | 0  | 0  | 0  | 0  | ½  | ½  | 0  | 0  | 1  | ½  | 0  | ½  | ½  | 0  | 1  |    | ½  | 1  | 6      |
| 17 | Guillermo Estevez  | 0  | 0  | 0  | 0  | 1  | 0  | 0  | 1  | 0  | 0  | ½  | 0  | ½  | 0  | 0  | ½  |    | 1  | 4½     |
| 18 | Miguel Cuéllar     | 0  | 0  | 0  | 0  | 0  | 0  | ½  | 0  | 0  | ½  | 0  | 0  | 0  | 0  | ½  | 0  | 0  |    | 1½     |